# Litwinowia tenuissima
Litwinowia es un género monotípico de plantas fanerógamas de la familia Brassicaceae. Su única especie, Litwinowia tenuissima, es originaria del Asia Central donde se distribuye por Irán, Afganistán, Pakistán y NW de Himalaya.

## Descripción
Es una planta anual, que alcanza un tamaño de 20-50 cm de alto, erguida, ramificada, con ramas y hojas finas y estrechas en comparación con las especies anteriores, ± peluda con pelos simples, un poco ásperas; pelos blanquecinos, ciliados, a menudo en difusión o ligeramente deflexos. Hojas basales a menudo profundamente pinnatífidas, con 3-4 lóbulos de 3-10 cm de largo, 0.5-2 cm ancho; hojas superiores estrechamente elípticas o lineares, de 1-6 cm de largo,  0.5-1 cm de ancho, subsésil o sésiles, escasamente dentadas. Las inflorescencias en espigas de 15-30 flores, laxas, de hasta 25 cm de largo en la fruta. Flores de 2,5 mm de ancho, blancas, sub-sésiles; pedicelo hasta de 1 mm de largo. Sépalos 2-2.5 mm de largo. Pétalos de 3.5-4 mm de largo, 1 mm de ancho. El fruto es una silicua de 3 mm de diámetro, glabra, oscuramente arrugadas en medio de las valvas,  semilla  1 en cada lóculo, de 1,2 mm de diámetro.

## Taxonomía
Litwinowia tenuissima fue descrita por (Pall.) Woronow ex Pavlov y publicado en Fl. Centr. Kazakh. 2: 302. 1935.
Sinonimia
- Bunias tatarica Willd.
- Euclidium tataricum (Willd.) DC.
- Euclidium tenuissimum (Pall.) B.Fedtsch.
- Litwinowia tatarica (Willd.) Woronow
- Myagrum tataricum Poir.
- Soria tenuissima (Pall.) Kuntze
- Vella tatarica Pall.
- Vella tenuissima Pall.[2]